# عمارة

منظر خارجي الكولسيوم بإيطاليا

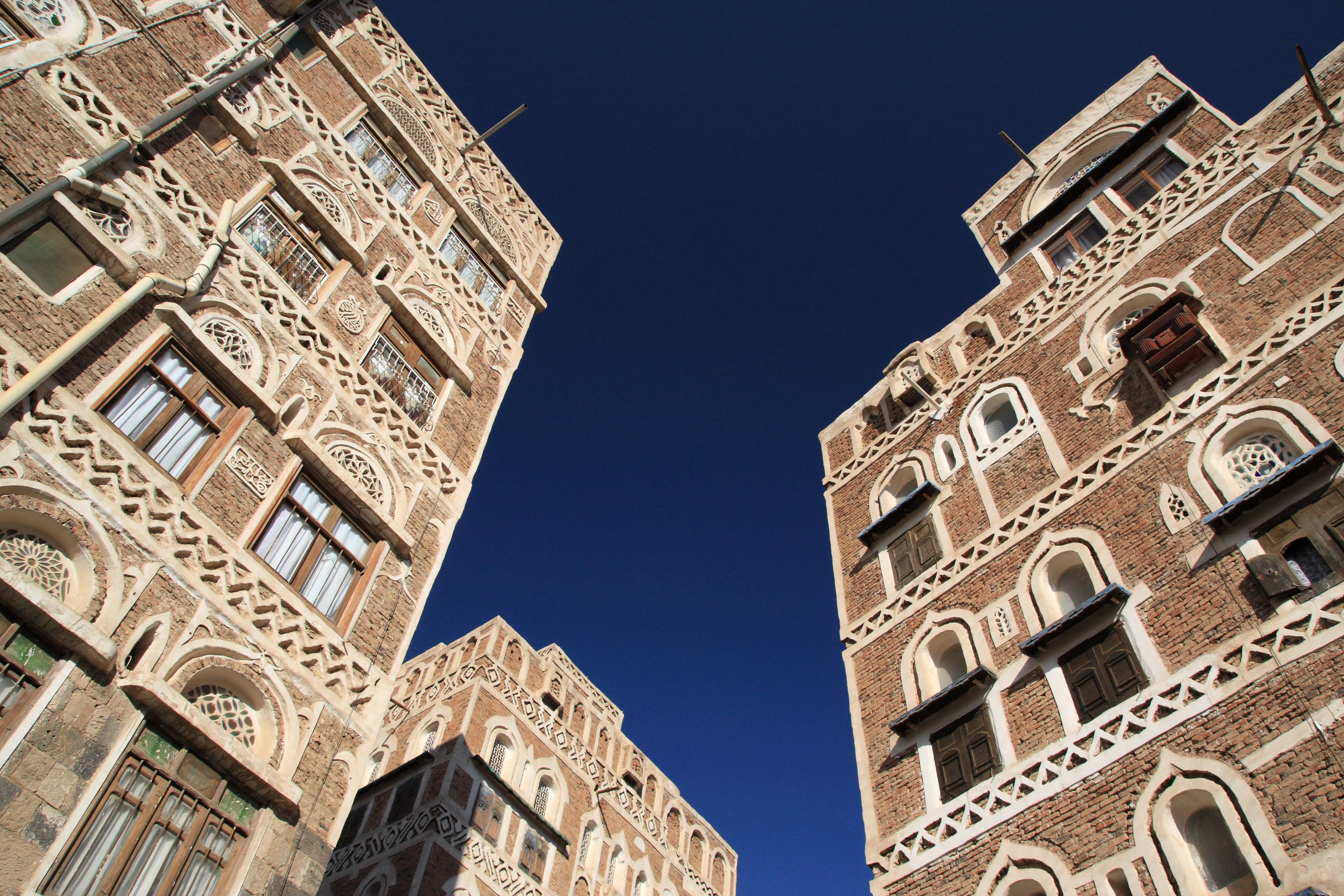
من منازل صنعاء القديمة

العِمَارة هي فن وعلم تصميم وتخطيط وتشييد المباني والمنشآت ليغطي بها الإنسان احتياجاته المادية أو المعنوية وذلك باستخدام مواد وأساليب إنشائية مختلفة. ويتسع مجال العمارة ليشمل مجالات مختلفة من نواحي المعرفة والعلوم الإنسانية، مثل الرياضيات والعلوم والتكنولوجيا والتاريخ وعلم النفس والسياسة والفلسفة والعلوم الاجتماعية والثقافة والفن بصيغته الشاملة.
قد يعني مصطلح عمارة ما يلي:
- مصطلح عام لوصف المباني والمنشآت المادية.
- فن وعلم تصميم المباني.
- أسلوب التصميم وطريقة تشييد المباني والمنشآت.
- النشاط التصميمي للمعماري، سواءً على المستوى الكلي (تصميم عمراني، وتخطيط عمراني، والتخطيط الإقليمي، وهندسة عمارة البيئة) أو على المستوى الجزئي (التأثيث المدني والتصميم الداخلي).

فالعمارة ذات علاقة وثيقة بمجالات تخطيط المدن والتخطيط العمراني، والتأثيث المدني والتصميم الداخلي، فالمطلوب من المعماري في مرحلة التصميم، التلاعب المبدع والمبتكر بالموارد والتقنيات المتوفرة، وذلك لتحليل المعطيات المتضاربة من أجل وضع تصور كامل ومفصل للمشروع يعكس الاعتبارات الوظيفية والفنية والجمالية ويربط المشروع بالطبيعة والتقاليد والعادات الموجودة بالمنطقة أو البلاد، ولا سيماإيجاد صيغة مناسبة من التصميم تترجم احتياجات الناس المقيمين في والمستخدمين للمكان فيما بعد. كما يجب عليه أيضاً إعداد الرسومات والمخططات المعمارية والوصفية لتحديد أسلوب التشييد والبناء، وإعداد الجداول الزمنية وتقدير التكلفة وإدارة البناء.
كما تستخدم كلمة «العمارة» لتشمل كافة الأنظمة المصممة الأخرى، (معمارية الحاسوب، ومعمارية البرمجيات) وخاصة في مجال تكنولوجيا المعلومات.

## العمارة

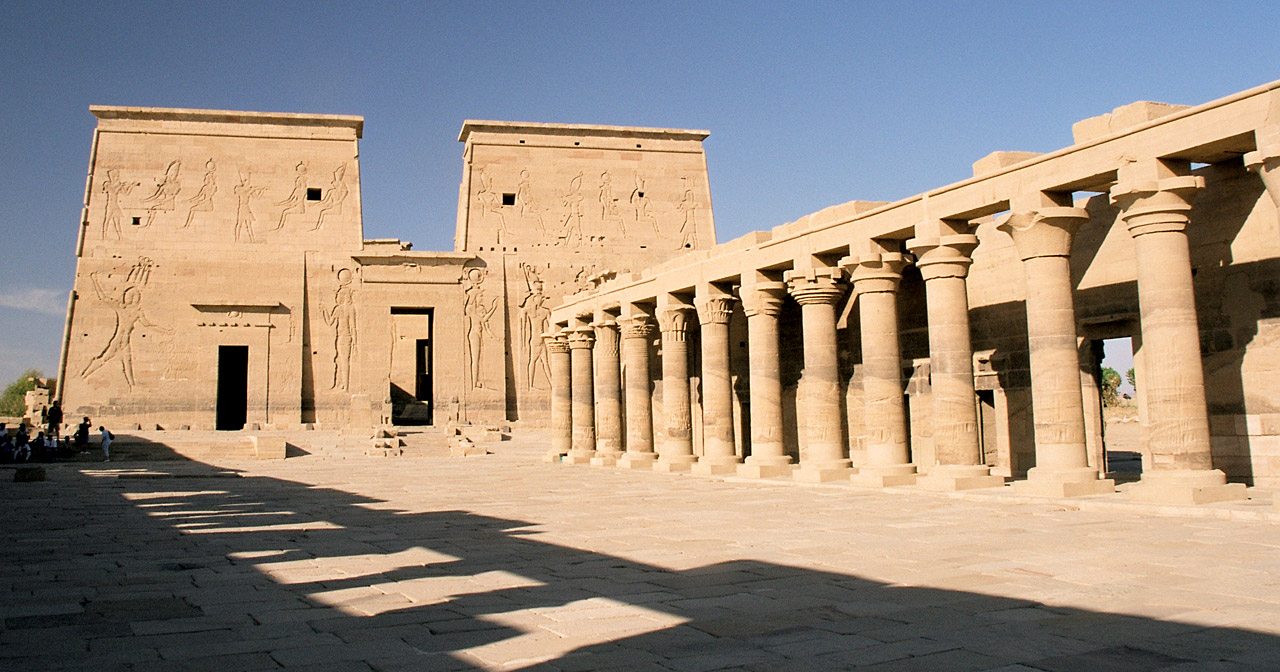
معبد فيله بأسوان

### المفهوم
يمكن تعريف العمارة بأنها فن تكوين الحجوم والفراغات المخصصة لاحتضان الوظائف والنشاطات الإنسانية والاجتماعية بتنوعها وهي انطلاقا من ذلك تعكس في سماتها وأشكالها الانجازات التقنية والحضارية والتطلعات الجمالية والروحية والقدرات المادية للمجتمع في بيئة ما وفترة تاريخية محددة بحيث يتناسب شكل البناء مع المنطقة المحيطة وأن يصبح البناء جزء متناسق مع المنطقة.
والمعماري هو الشخص الذي يتولى عملية التصميم وتخطيط وتصور المباني والمنشآت من الداخل أو الخارج ويدير عملية البناء والتشييد، والاسم باليونانية القديمة مركّب من كلمتين: “archi” أي رئيس، و“tectura” أي البنائون فالمعماري هو رئيس البنّائين، والعمارة هي أول الحِرَف أو رأسها. يعود ذلك إلى الأزمنة التاريخية الأولى، وقبل نشوء الأكاديميات المتخصصة بالعمارة والفنون في القرن السادس عشر في فرنسا خاصة وفي الغرب عامة.

## التاريخ والطرز المعمارية

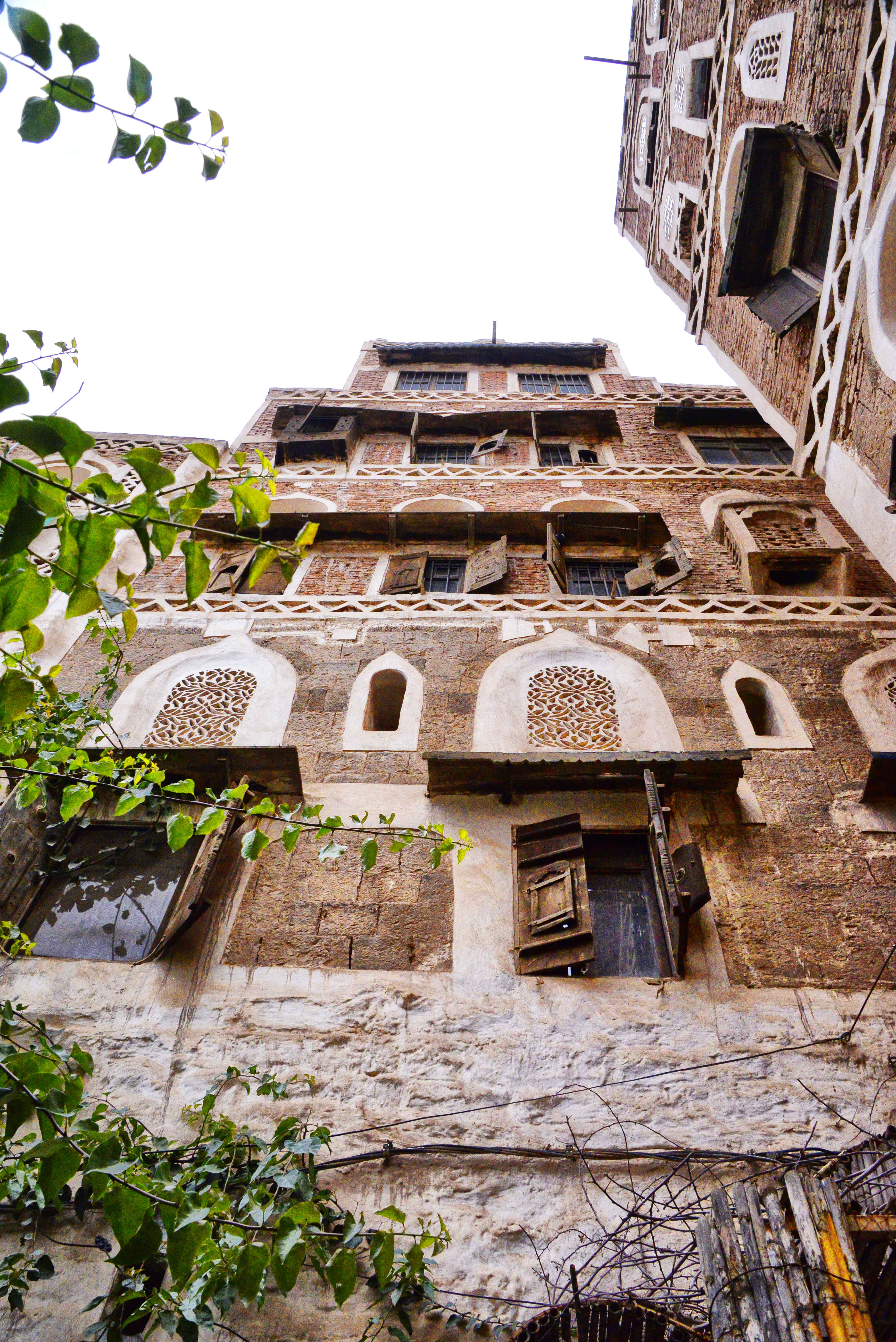
عمارة يمنية بصنعاء

يقسم تاريخ العمارة إلى حقب زمنية لكل منها طراز معين يميزها عن غيرها على الرغم من التقارب الزمني والمكاني بين بعضهم البعض.
 منذ بدء الخليقة والإنسان يسعى لتلبية احتياجاته من المسكن حتى يتسنى له العيش، فبدأ بالكهوف كمساكن جاهزة ثم بدأ يتتطور شيئا فشيئا حتى وصل لاستخدام خامات البيئة المحيطة والأشجار والأحجار حتى وصلنا لما نحن فيه الآن ومازالت تتطور.

### العمارة الإسلامية

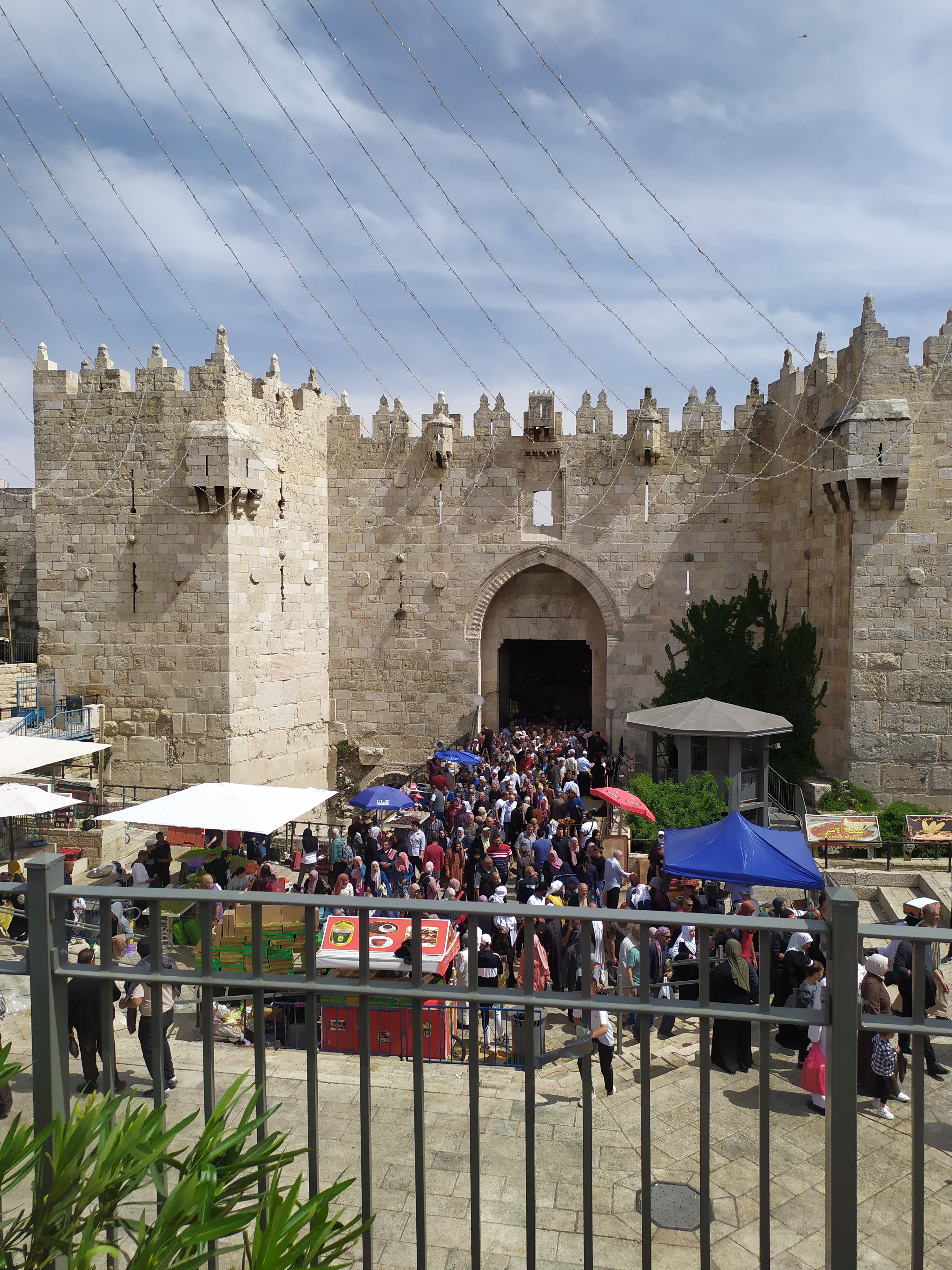
باب العامود في القدس

العمارة الإسلامية هي الخصائص البنائية التي استعملها المسلمون لتكون هوية لهم، وقد نشأت تلك العمارة بفضل المسلمين وذلك في المناطق التي وصلها كشبه جزيرة العرب والعراق ومصر وبلاد الشام والمغرب العربي وتركيا وإيران وخراسان وبلاد ما وراء النهر والسند بالإضافة إلى المناطق التي حكمها المسلمون لمُدَد طويلة مثل الأندلس (أسبانيا حاليا) والهند. وتأثرت خصائص العمارة الإسلامية وصفاتها بشكل كبير بالدين الإسلامي والنهضة العلمية التي تبعته. وتختلف من منطقة لأخرى تبعاً للطقس وللإرث المعماري والحضاري السابق في المنطقة، حيث ينتشر الصحن المفتوح في الشام والعراق والجزيرة العربية بينما اختفى في تركيا نتيجة للجو البارد وفي اليمن بسبب الإرث المعماري. وكذلك نرى تطور الشكل والوظيفة عبر الزمن وبتغير الظروف السياسية والمعيشية والثقافية للسكان.

### عمارة عصر النهضة
للفنون الأوروبية تأثير واسع الانتشار في معظم أرجاء العالم أكثر من تأثير أي فن من فنون القارات الأخرى. لقد بدأ هذا التأثير بعد العصور الوسطى، إذ أصبحت دول أوروبا الغربية في مقدمة الدول العالمية ذات النفوذ. وكان للفن الأوروبي أثر كبير على بعض البلدان، ككندا والولايات المتحدة اللتين أقامهما المهاجرون من الأوروبيين، كما وصل الفن الأوروبي إلى أجزاء من أفريقيا وآسيا، التي أصبحت ضمن المستعمرات الأوروبية. إلا أن هذا التأثير بدأ في التناقص حينما بدأ نفوذ أوروبا يتلاشى خلال القرن العشرين.

## المؤسسات المعمارية

### الجوائز المعمارية
- جائزة بريتزكر: هي جائزة تمنح سنويا لتكريم أحد المعماريين الذين لا زالوا على قيد الحياة [2]، بدأها منذ عام 1979 جاي بريتزكر وزوجته سيندي، وما زالت عائلته هي التي تديرها حتى الآن، كما أنها تعتبر الجائزة الأكبر والأهم في مجال العمارة في العالم [3]

وغالبا ما يشار إليها باسم جائزة نوبل للهندسة المعمارية ، كما أن الجائزة تمنح «بغض النظر عن الجنسية أو العرق أو العقيدة، أو أيديولوجية.»
يتلقى الفائز 100,000$ ، وشهادة استشهاد، ومنذ عام 1987، ميدالية برونزية.
- جائزة الاتحاد الأوروبي للعمارة المعاصرة (الاتحاد الأوروبي)
- جائزة القوس الفضي (فرنسا)
- جائزة ستيرلنغ (المملكة المتحدة)
- جائزة التميز (كندا)
- جائزة منظمة أيه أي أيه للعمارة (الولايات المتحدة)
- جائزة اغا خانللعمارة[8]

## الأطروحات التاريخية
إن أقدم عمل مكتوب باقٍ إلى اليوم حول موضوع الهندسة المعمارية هو دي أركيتيتورا (عن العمارة)، للمهندس المعماري الروماني فيتروفيو في أوائل القرن الأول الميلادي. وفقًا لفيتروفيو، يجب أن يستوفي المبنى الجيد المبادئ الثلاثة من: المتانة والمنفعة والجمال، وما يعادلها في اللغة الإنجليزية الحديثة سيكون:
- المتانة - يجب أن يقف المبنى بصلابة ويبقى قائمًا في حالة جيدة.
- المنفعة - يجب أن يكون المبنى مناسبًا للأغراض التي يُستخدم من أجلها.
- الجمال - يجب أن يكون ممتعًا للعين من الناحية الجمالية.

وفقًا لفيتروفيو، يجب على المهندس المعماري أن يسعى جاهدًا لتحقيق كل من هذه السمات الثلاث قدر الإمكان. أما ليون باتيستا ألبيرتي الذي توسع في أفكار فيتروفيو ضمن أطروحته، دي ري إيديفيكاتوريا (حول البناء)، فرأى أن الجمال مسألة تَنَاسُب في المقام الأول، على الرغم من أن الزخرفة لعبت دورًا أيضًا. بالنسبة لألبيرتي، كانت قواعد التناسب هي تلك التي تحكم الشكل البشري المثالي، النسبة الذهبية. وبالنتيجة فإن الجانب الأكثر أهمية للجمال كان جزءًا متأصلًا من شيء ما، وليس أمرًا يُطبَّق على نحوٍ سطحي، وكان قائمًا كذلك على حقائق عالمية معروفة. لم تتطور فكرة الأسلوب في الفنون حتى القرن السادس عشر، وذلك مع كتابات جورجو فازاري. إذ تُرجم كتابه «حياة أفضل الرسامين والنحاتين والمهندسين المعماريين» إلى اللغات الإيطالية والفرنسية والإسبانية والإنجليزية مع حلول القرن الثامن عشر.
كتب المهندس المعماري والرسام والمنظر الإيطالي سيباستيانو سيرليو (الأعمال الكاملة في الهندسة المعمارية والمنظور) في القرن السادس عشر. كان لهذه الأطروحة تأثير هائل في جميع أنحاء أوروبا، كونها أول دليل يؤكد على الجوانب العملية لا النظرية للهندسة المعمارية، وأول دليل يفهرس الأنظمة الخمسة في العمارة.
كتب أوغسطس ويلبي نورثمور بوجن في أوائل القرن التاسع عشر كتابه التناقضات (1836) الذي كما يوحي العنوان، يتناقض مع العالم الصناعي الحديث الذي استخف به، مع صورة مثالية لعالم العصور الوسطى الجديدة. اعتقد بوجن أن العمارة القوطية كانت «الشكل المسيحي الحقيقي الوحيد للهندسة المعمارية». أما وجهة نظر الناقد الفني الإنجليزي في القرن التاسع عشر، جون راسكن، في كتابه «مصابيح العمارة السبعة» الذي نُشر في عام 1849، فكانت أضيق لما يشكل مفهوم العمارة. بالنسبة لراسكن، كانت الجمالية ذات أهمية قصوى. ويستمر عمله في الإشارة إلى أن المبنى ليس عملًا معماريًا حقًا ما لم يكن «مزخرفًا» بطريقة ما. وبالنسبة له، فإن المبنى جيد البناء والمتناسب والوظيفي يحتاج إلى مداميك بارزة أو مخشّنة، على أقل تقدير.
كتب المهندس المعماري الشهير لو كوربوزييه في القرن العشرين حول الفرق بين مُثُل الهندسة المعمارية والبناء بفكرته المجردة: «حين توظّف الحجر والخشب والخرسانة، فتبني بها منازلًا وقصورًا: هذا يدعى بناءً. أما البراعة تكمن في العمل. حين يلامس عملك قلبي فجأةً، ويخلق بداخلي شعورًا جميلًا وأستشعر روعته، فإن هذا ما أدعوه عمارة». يقال إن لودفيغ ميس فان دير روه المعاصر للوكوربوزييه صرّح في مقابلة أجريت معه في عام 1959 «تبدأ الهندسة المعمارية عندما تضع بعناية قطعتين من الطوب معًا. هنا فعلًا تبدأ العمارة».